# Treffen von Pyry

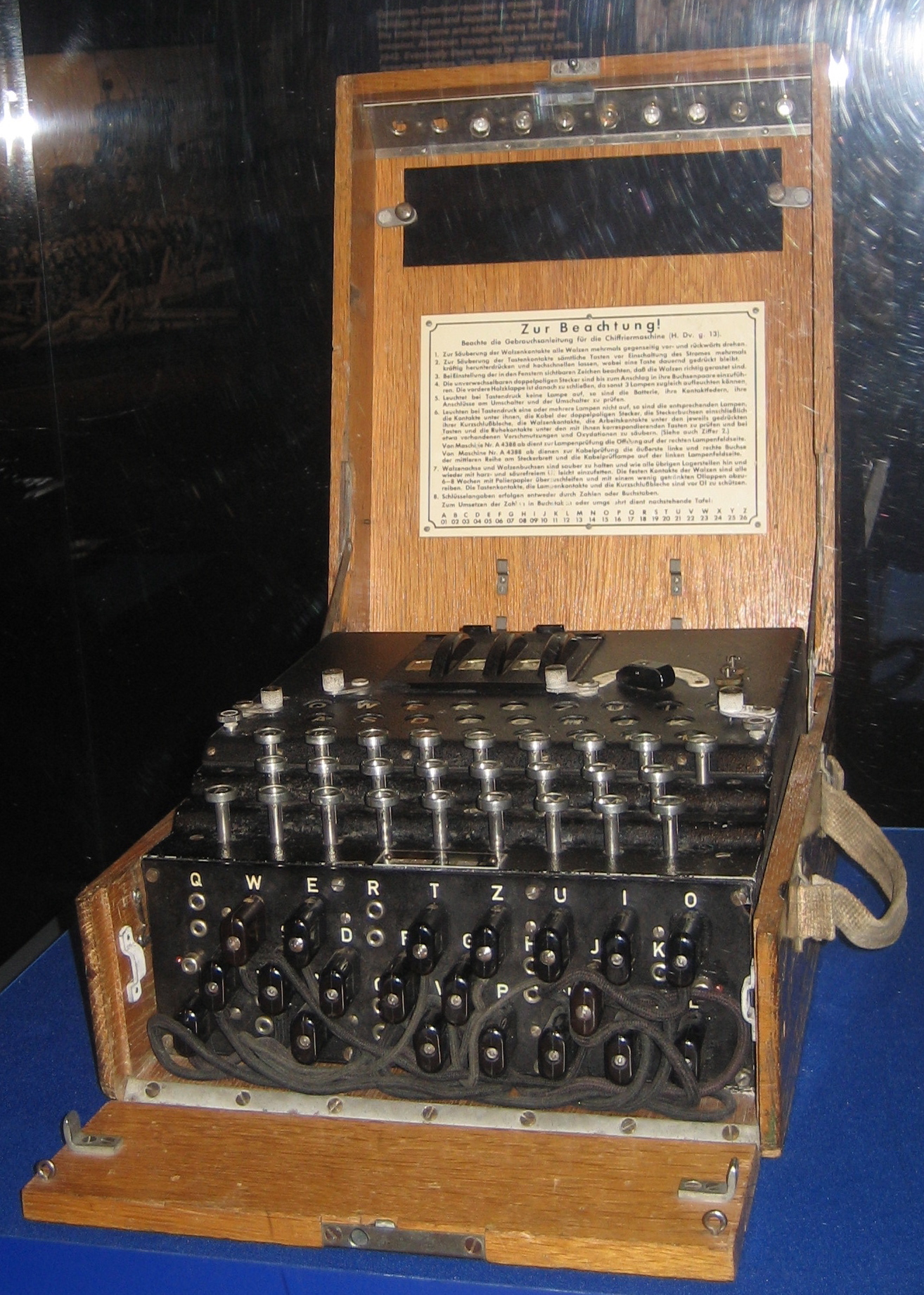
Die Entzifferung der deutschen Enigma-Maschine war zentrales Thema beim Treffen von Pyry

Das Treffen von Pyry war ein geheimes Zusammentreffen polnischer, französischer und britischer Kryptoanalytiker in den streng abgeschirmten Büros der Chiffrierabteilung Biuro Szyfrów des polnischen Generalstabs im Kabaty-Wald von Pyry im Süden von Warschau. Es fand Ende Juli 1939, also etwa einen Monat vor dem deutschen Überfall auf Polen, statt.
Auf dieser Geheimkonferenz offenbarten die Polen ihren verblüfften Alliierten ihre bereits seit 1932 erfolgreich entwickelten Methoden und Geräte, mit denen es ihnen gelungen war, den von der deutschen Reichswehr und später von der Wehrmacht mithilfe der Rotor-Schlüsselmaschine Enigma verschlüsselten Nachrichtenverkehr zu entziffern (siehe Enigma (Maschine)#Entzifferung). Mit diesem Anschub konnten die britischen Codebreaker im englischen Bletchley Park mit Ausbruch des Krieges einen erneuten Angriff auf die deutsche Maschine starten, der es ihnen in der Folge ermöglichte, die verschlüsselten deutschen Funksprüche nahezu kontinuierlich zu entziffern.

## Vorgeschichte

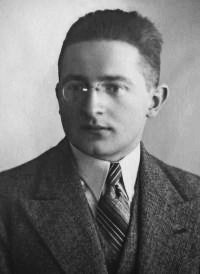
Der polnische Kryptoanalytiker Marian Rejewski (1932)

Nach Erfindung der Enigma im Jahr 1918 durch den Deutschen Arthur Scherbius wurde ab Mitte der 1920er-Jahre von der Reichswehr der Weimarer Republik zunächst versuchsweise und ab 1930 zunehmend regulär diese damals innovative Art der maschinellen Verschlüsselung eingesetzt. Deutschlands Nachbarn, vor allem Frankreich, Großbritannien und Polen verfolgten dies mit Argwohn, insbesondere als 1933 die nationalsozialistische Herrschaft begann und im Zuge der Aufrüstung der Wehrmacht sich diese Schlüsselmaschine als Standardverfahren etablierte. Während es Franzosen und Briten nicht gelang, in die Verschlüsselung einzubrechen und sie die Enigma als „unknackbar“ einstuften, glückte dem 27-jährigen polnischen Mathematiker Marian Rejewski bei seiner Arbeit in dem für Deutschland zuständigen Referat BS4 des polnischen Biuro Szyfrów (BS) (deutsch: „Chiffrenbüro“), bereits im Jahre 1932 der erste Einbruch (siehe auch: Entzifferung der Enigma). Dazu nutzte er zusammen mit seinen Kollegen Jerzy Różycki und Henryk Zygalski einen schwerwiegenden verfahrenstechnischen Fehler aus, der den Deutschen unterlaufen war.
Um eine sichere Übertragung zu gewährleisten, wurde zu dieser Zeit der vom befugten Empfänger einer Nachricht zur Entschlüsselung benötigte Spruchschlüssel (siehe auch: Enigma-Funkspruch) noch zweimal hintereinander gestellt und verschlüsselt an den Anfang einer Nachricht geschrieben („Spruchschlüsselverdopplung“). Somit war der erste und vierte, der zweite und fünfte sowie der dritte und sechste Geheimtextbuchstabe jeweils demselben Klartextbuchstaben zuzuordnen. Mithilfe zweier speziell zu diesem Zweck gebauter Maschinen, genannt Zyklometer und Bomba, die zwei- beziehungsweise dreimal zwei hintereinander geschaltete und um jeweils drei Drehpositionen versetzte Enigma-Maschinen verkörperten, konnten die polnischen Kryptoanalytiker für jede der sechs möglichen Walzenlagen feststellen, bei welchen Walzenstellungen die beobachtete Zuordnung der Buchstabenpaare möglich war und so den Suchraum erheblich einengen. Nach Analyse mehrerer Funksprüche war der korrekte Spruchschlüssel gefunden.
Nachdem die Deutschen am 15. September 1938 ihre Verfahrenstechnik änderten und drei Monate später mit Einführung der Walzen IV und V die Anzahl der möglichen Walzenlagen von sechs (= 3·2·1) auf sechzig (= 5·4·3) erhöhten, konnten die Polen nicht mehr mithalten, und die Enigma war wieder sicher. Angesichts der drohenden Gefahr entschloss sich der polnische Generalstab unter der Leitung von Generał brygady (deutsch: Brigadegeneral) Wacław Stachiewicz auf Vorschlag von Pułkownik (deutsch: Oberst) Tadeusz Pełczyński, das gesamte Wissen über die Entzifferungsverfahren der deutschen Rotor-Schlüsselmaschine an die polnischen Alliierten zu übergeben, und ließ durch das BS die Briten und Franzosen im Juli 1939 in die polnische Hauptstadt einladen.

## Teilnehmer
Die aus den unterschiedlichen Ländern zusammentreffenden Männer hatten sich teilweise noch nie gesehen. Sie hatten unterschiedliche Bildungs- und kulturelle Hintergründe, verschiedene Muttersprachen und beherrschten unterschiedliche Fremdsprachen. Während fast alle Polen (außer ihrer Muttersprache) aufgrund ihrer Geburtsorte im damaligen Österreich-Ungarn oder im Deutschen Kaiserreich exzellent Deutsch sprachen, etwas Französisch und kein Englisch, beherrschten die Franzosen kein Englisch und nur wenig Deutsch, und die britischen Teilnehmer Französisch und etwas Deutsch. Somit kam Englisch als Konferenzsprache überhaupt nicht in Betracht, ebenso schied Polnisch aus. Als einzige Muttersprache blieb Französisch übrig, das aber die polnischen Teilnehmer nur wenig beherrschten. Kurioserweise bot sich somit als Konferenzsprache ausgerechnet Deutsch an.
- Polnische Teilnehmer
  - Pułkownik (Oberst) Stefan Mayer (1895–1981), als Leiter der nachrichtendienstlichen Sektion des polnischen Generalstabs der „Grand Chef“[8]
  - Podpułkownik (Oberstleutnant) Gwido Langer (* 1894 in Sillein, Österreich-Ungarn), Chef des BS
  - Major Maksymilian Ciężki (* 1898 in Samter, Provinz Posen), sein Stellvertreter und Chef des für Deutschland zuständigen Referats BS4
  - Marian Rejewski (* 1905 in Bromberg, Provinz Posen), polnischer Kryptoanalytiker im BS4
  - Jerzy Różycki (* 1909 in Oltschana bei Kiew), polnischer Kryptoanalytiker im BS4
  - Henryk Zygalski (* 1908 in Posen), polnischer Kryptoanalytiker im BS4

- Französische Teilnehmer
  - Commandant Gustave Bertrand (* 1896 in Nizza), Chef der Sektion D Décryptement et Interceptions des französischen Geheimdienstes
  - Capitaine Henri Braquenié (1896–1975),[9] französischer Kryptoanalytiker

- Britische Teilnehmer
  - Commander Alastair Denniston (* 1881 in Greenock, Schottland), Chef der G.C. & C.S. in Bletchley Park (B.P.), hatte in Bonn und Paris studiert
  - Dilly Knox (* 1884 in England), britischer Codebreaker
  - Commander Prof. Humphrey Sandwith (* 1894),[10] Chef des DSD9, einer Organisation der britischen Admiralty’s Signals Division (SD9), die die britischen Funkabhörstationen (Y service) betrieb[11]

## Zeitraum

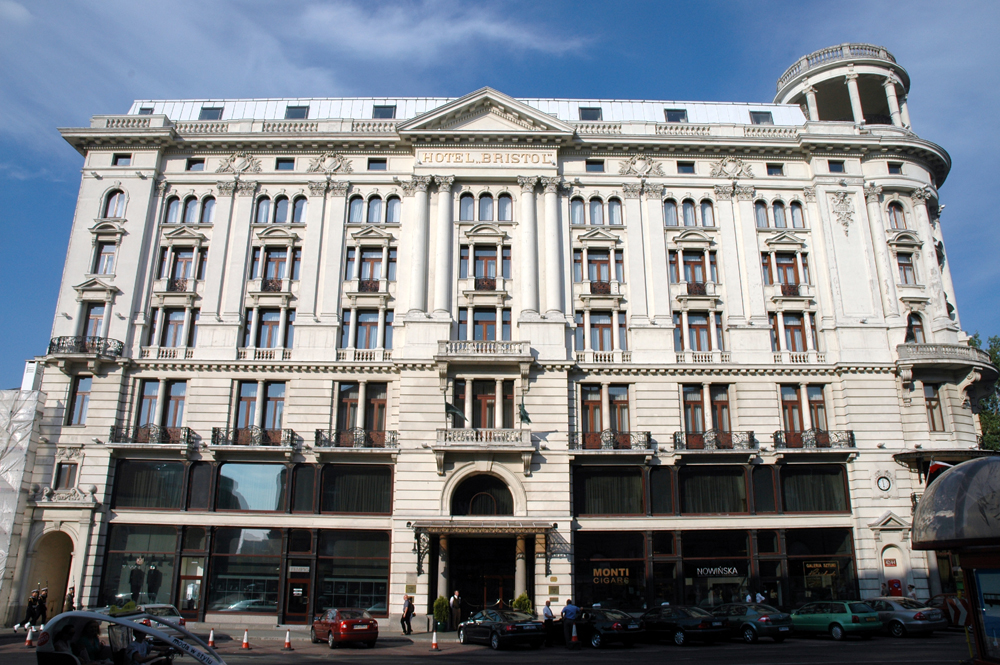
Das Hotel Bristol in Warschau, in dem die britische Delegation logierte (Foto Juli 2006)

Über den genauen Termin des Treffens gibt es leicht unterschiedliche Angaben. Unstrittig ist, dass es in der letzten vollen Juliwoche (KW 30) des Jahres 1939 stattfand. Nach damaligem Usus begannen Kalenderwochen am Sonntag und endeten am Samstag. Somit liegt der in Frage kommende Zeitraum des Treffens zwischen Sonntag, den 23. Juli, und Samstag, den 29. Juli 1939. Vermutlich dauerte die Konferenz zwei oder drei Tage und sie begann entweder am Montag, den 24., oder am Dienstag, den 25., oder aber am Mittwoch, den 26. Juli 1939.
| Juli 1939 (KW 30) So Mo Di Mi Do Fr Sa 23 24 25 26 27 28 29 |
Zwei der Teilnehmer des Treffens, Gustave Bertrand und Marian Rejewski, geben den 25. und 26. Juli an, also Dienstag und Mittwoch. So erinnert sich Bertrand in seinem Buch an diese beiden Tage und auch Rejewski gibt genau den gleichen Zeitraum an. Obwohl es sich in beiden Fällen um Teilnehmer des Treffens handelt, und diese Angaben somit als Primärquellen aufgefasst werden können, ist zu berücksichtigen, dass sie diese Daten mehr als dreißig Jahre nach dem Treffen aus ihrer Erinnerung nannten. Viele Historiker haben diese Angaben übernommen, so der deutsche Kryptologe und Autor eines der wichtigsten deutschsprachigen Lehrbücher über die Kryptologie, Friedrich L. Bauer, wobei er nur den ersten Tag des Treffens, den 25. Juli, also Dienstag angibt. Der renommierte US-amerikanische Historiker und Kryptologe David Kahn hingegen nennt als Anreisetag Montag, den 24. Juli, an dem die beiden französischen Konferenzteilnehmer Bertrand und Braquenié mit dem Expresszug in Warschau eingetroffen seien, während die drei britischen Delegierten mit dem Flugzeug anreisten. Demnach habe die Konferenz bereits am Montag begonnen. Weiterhin hätte die Zusammenkunft bereits am Dienstag, den 25. Juli 1939, geendet. Dem genannten Zeitraum widerspricht ein anderer Bericht, den Rejewski noch während des Krieges, im Jahr 1940, in polnischer Sprache verfasste. Hier notierte er den 26. Juli 1939, also den Mittwoch, als Tag des Treffens. Andere Quellen wiederum geben 24. bis 26. Juli 1939 an, also einen Zeitraum von insgesamt drei Tagen von Montag bis Mittwoch.

Zuglauf des Nord-Express, den Denniston und Knox sehr wahrscheinlich für ihre Fahrt am 24. und 25. Juli 1939 von London über Berlin nach Warschau benutzten (Stand 1939, in blau abweichende Fahrtwege vor 1933)

Glücklicherweise ist das Notizbuch inklusive Terminkalender eines anderen Teilnehmers der Konferenz, nämlich von Alastair Denniston, erhalten geblieben. Im Buch Codebreakers – The inside story of Bletchley Park ist die entscheidend wichtige Seite der betreffenden Kalenderwoche als Foto abgebildet. Für Montag, den 24. Juli, ist dort in großen Blockbuchstaben „WARSAW“ (deutsch: „Warschau“) eingetragen. Knapp darüber ist vermutlich eine Uhrzeit und dahinter „Vict“ notiert. Dies könnte der Abfahrtszeitpunkt und der Startbahnhof sein, nämlich die im Zentrum Londons gelegene Victoria-Station. Für den 25. Juli ist „Bristol Hotel“ eingetragen. Daraus lässt sich folgern, dass Denniston seine Reise am Montag in London begann und am darauffolgenden Dienstag Warschau erreichte, wo er, wie unstrittig bekannt ist, im Hotel Bristol übernachtete. Logisch wäre, dass, möglicherweise nach einem Smalltalk im Hotel noch am Dienstag, die Konferenz dann am Mittwoch stattfand und dann ein weiterer Tag, der Donnerstag, als Schlusstag angehängt wurde.
Der renommierte britische Historiker und Kryptologe Ralph Erskine vermutet daher den 26. und 27. Juli 1939 als die beiden Konferenztage. Mavis Batey, eine enge Mitarbeiterin von Dilly Knox aus B.P., nennt gleichlautend den 26. bis 27. Juli 1939. Hierzu passt der Ein- und Ausreisestempel des glücklicherweise ebenfalls erhaltengebliebenen Reisepass von Denniston. Die polnischen Stempel dokumentieren als Einreisetag den 25. Juli und als Ausreisetag den 28. Juli 1939 und eine Seite weiter im Pass erkennt man den deutschen Sichtvermerk vom 28. Juli 1939 von der Passkontrolle im Bahnhof Neu-Bentschen, dem damaligen Grenzbahnhof zwischen dem Deutschen Reich und der Republik Polen, offensichtlich von seiner Rückreise beim polnisch-deutschen Grenzübertritt stammend (siehe auch: Reisepass unter Weblinks).
In einem kurz nach dem Krieg verfassten Bericht hält Denniston Mittwoch, den 26. Juli 1939 als den wichtigsten Tag des Treffens fest: „The 26th (Wednesday) was The Day.“ Weiterhin erläutert Denniston (bezüglich Zeitpunkten und Verkehrsmitteln anders als es David Kahn darstellte): „Knox & I went by train as we wished to see Germany probably for the last time, the other two separately by air. We left on the 24th & were met by the Poles & Bertrand & lodged at The Bristol. We were there for work on the 26th & 27th & leaving on the 28th. I was back in London by Sunday the 30th.“ (deutsch: „Knox und ich fuhren mit dem Zug, da wir Deutschland vermutlich zum letzten Mal sehen wollten, die anderen beiden kamen separat mit dem Flugzeug. Wir fuhren am 24. ab und trafen die Polen und Bertrand und logierten im Bristol. Wir hatten unsere Arbeitstreffen am 26. und 27. und reisten am 28. ab. Ich war am Sonntag, den 30., zurück in London.“)

## Verlauf

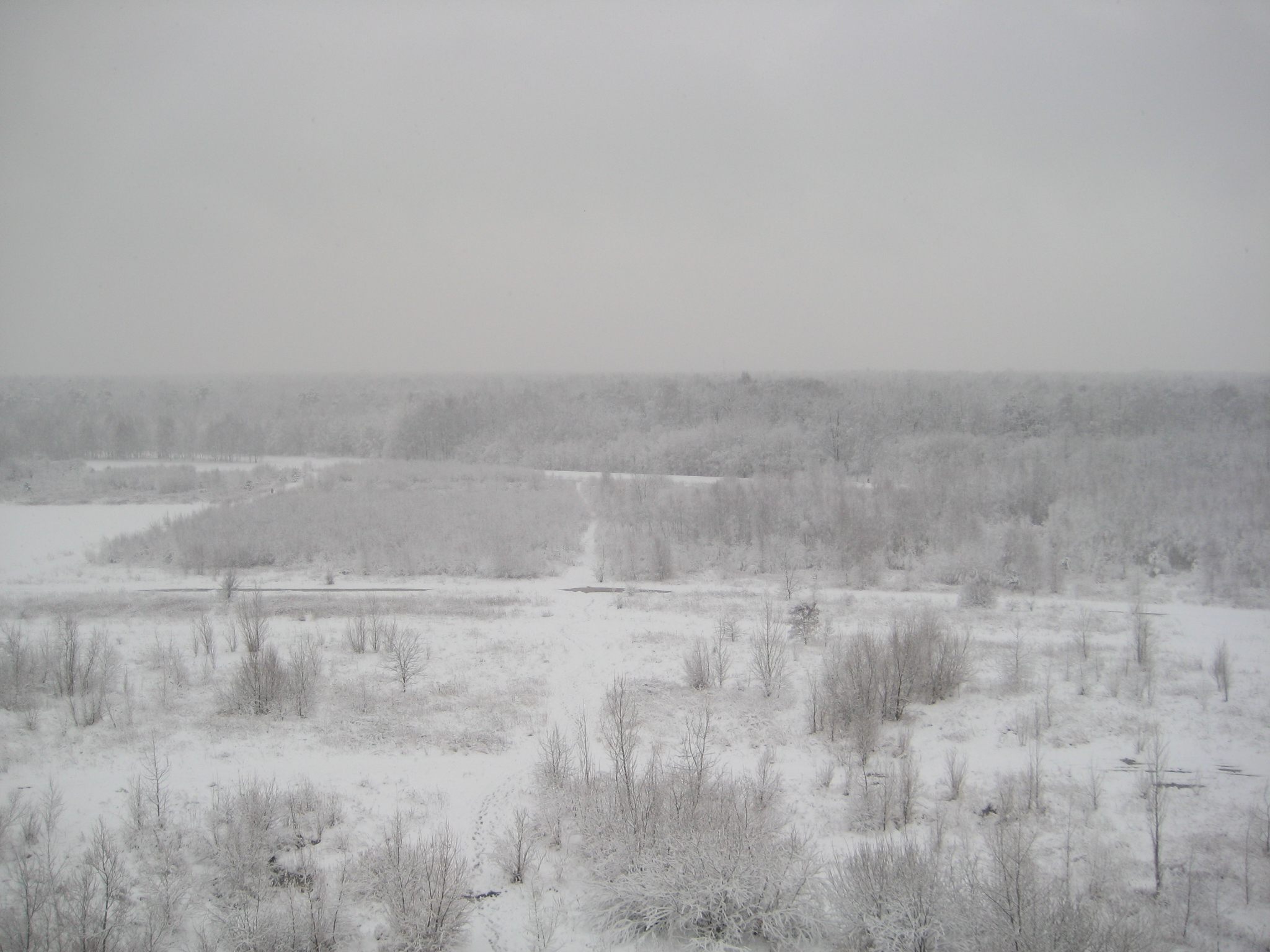
Der Kabaty-Wald im Schnee

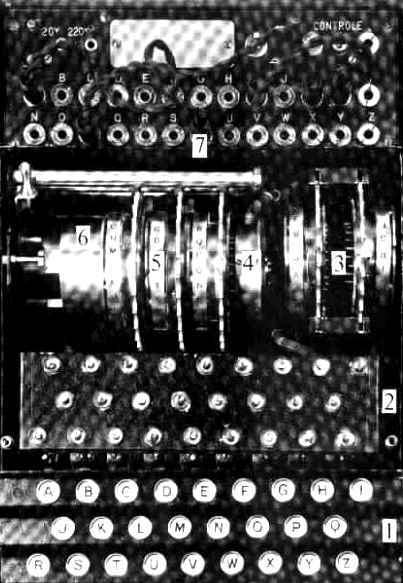
Beim polnischen Enigma-Nachbau, von dem Mitte der 1930er Jahre mindestens 15 Stück gefertigt wurden, waren Tasten (1), Lampen (2) und Steckbuchsen (7), wie bei der deutschen Enigma-C, einfach alphabetisch angeordnet.

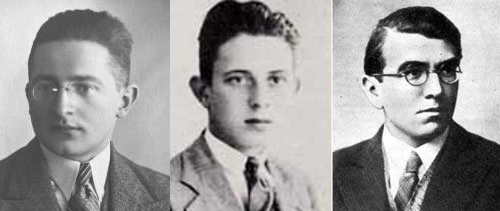
Die drei jungen polnischen Kryptoanalytiker
Rejewski, Różycki und Zygalski (ca. 1928–1932)

In seinem kurz nach dem Krieg verfassten Bericht „How News was Brought from Warsaw at the end of July 1939“ (deutsch: „Wie Ende Juli Neuigkeiten aus Warschau gebracht wurden“), der im Cryptologia-Artikel von Ralph Erskine als Anhang 1 veröffentlicht ist, beschreibt Alastair Denniston den Verlauf des Treffens. Demnach wurden die Teilnehmer bereits um 7:00 Uhr am Morgen des 26. Juli von ihren polnischen Gastgebern mit dem Auto abgeholt und zum nahen Kabaty-Wald, etwa 20 km südlich ihres Hotels, zu einer gut getarnten und bewachten militärischen Anlage gefahren. Dabei handelte es sich, was Denniston damals noch nicht wusste, um den neu errichteten Sitz des für Deutschland zuständigen Referats BS4 des polnischen Chiffrenbüros (polnischer Tarnname Wicher, deutsch „Sturm“), das noch bis 1937 im Sächsischen Palais (poln. Pałac Saski) mitten in Warschau untergebracht war.
Nach der formellen Begrüßung durch die Oberen des BS, durch Langer und durch den „Grand Chef“ Oberst Mayer, hielt der Chef des BS4, Maksymilian Ciężki, einen etwa dreistündigen detaillierten Vortrag über die polnischen Methoden zur Entzifferung der vom deutschen Heer verwendeten Enigma. Möglicherweise aufgrund von Sprachproblemen oder aufgrund von zu vielen Details waren die gegebenen Erläuterungen für die Gäste wenig verständlich. Selbst Dilly Knox, der, als ausgewiesener Entzifferungsexperte mit langjähriger Erfahrung bezüglich der Enigma, hätte am besten folgen sollen, zeigte sich alles andere als amüsiert, während sein Chef, Alastair Denniston, unumwunden einräumte, nichts verstanden zu haben. Daran änderte auch ein anschließender Besuch der Kellerräume nur wenig, in denen die Polen ihre Enigma-Nachbauten aufbewahrten und elektromechanische Entzifferungsmaschinen, insbesondere die Bomby betrieben. Knox zeigte weiter seine eiserne Miene und schwieg. Erst auf der Rückfahrt im Auto brach sich seine Wut Bahn, als er, in der Annahme, niemand könne Englisch, schimpfte, die Polen würden mit falschen Karten spielen, und das, was sie als Entzifferungserfolge darstellten, beruhe in Wirklichkeit auf Unterlagen, die sie durch Spionage oder Verrat erlangt hätten. Die Situation wurde für Denniston immer peinlicher, da auch Bertrand, der zwar kein Englisch verstand, natürlich mitbekam, dass Knox offensichtlich ärgerlich war, und zwar bezüglich einer Thematik, bei der die Briten versagt hatten, aber die Polen erfolgreich waren. Auch den Rest des Tages hat Denniston als wahren Albtraum in Erinnerung. Knox blieb distanziert und schweigsam, während Denniston mit Bertrand und Sandwith die Situation ausführlich besprach. Sie beschlossen, am nächsten Tag so früh wie möglich wieder abzureisen.
Doch der nächste Tag verlief anders als erwartet. Nach dem mehr formellen ersten Tag kam es nun zu einer Reihe von informellen Arbeitstreffen und intensiven Gesprächen unter Kollegen. Besonders fruchtbar verliefen die Diskussionen zwischen Dilly Knox und den drei jungen polnischen Kryptoanalytikern, Marian Rejewski, Jerzy Różycki und Henryk Zygalski. Sie verstanden sich nicht nur fachlich exzellent, sondern kamen sich auch schnell menschlich näher. So erwarb Knox, der an diesem Tag das Gegenteil seiner selbst vom Vortag war, die Herzen und die Bewunderung seiner viel jüngeren polnischen Kollegen. Und umgekehrt profitierte er von ihrer direkten und ungezwungenen Art und erfuhr Dinge über die Enigma und ihre Schwächen, die er nie geahnt hatte.
So hatte Knox seit Anfang der 1930er Jahre vergeblich versucht, die für die angestrebte Entzifferung der Enigma wichtige unbekannte Verdrahtungsreihenfolge der Eintrittswalze der von den deutschen Militärs genutzten Maschine herauszufinden. Es war ihm bekannt, dass die Deutschen für die zivil genutzte Enigma die Eintrittswalze einfach in der Reihenfolge mit der Tastatur verbunden hatten, in der die Buchstaben auf der Tastatur erscheinen, also den ersten Kontakt der Eintrittswalze mit Q, den zweiten mit W, den dritten mit E und so weiter. Bei der militärisch genutzten Enigma I hingegen galt, wie er schnell erkannte, diese Reihenfolge jedoch nicht. Die Deutschen hatten sich hier offensichtlich für eine andere Verdrahtungsreihenfolge entschieden. Die große Frage war, für welche? Da dieses Problem von überragender Bedeutung für die angestrebte Entzifferung der Enigma war, prägte Dilly, der bei seinen Kollegen in Bletchley Park dafür bekannt war, wunderliche aber prägnante Begriffe zu kreieren, als abkürzende Bezeichnung für die unbekannte Verdrahtungsreihenfolge der Eintrittswalze der militärisch genutzten Enigma I den Namen „QWERTZU“, entsprechend der Reihenfolge der ersten sieben Buchstaben auf der Tastatur der Enigma.
| Q W E R T Z U I O A S D F G H J K P Y X C V B N M L |
Als Synonym für QWERTZU wurde in B.P. auch der Begriff „diagonal“ (englisch für „Diagonale“) benutzt. Damit war ebenso die Buchstabenreihenfolge gemeint, in der die einzelnen Buchstabentasten der Enigma I mit der Eintrittswalze verbunden waren.
Dilly Knox selbst arbeitete für viele Jahre, wenn auch nicht ausschließlich, bis hinein ins Jahr 1939 an diesem Problem, ohne eine Lösung zu finden. Ebenso wenig kamen seine B.P.-Kollegen Tony Kendrick, Peter Twinn und selbst der große Alan Turing auf die von den Deutschen gewählte Verdrahtung, was angesichts der immens großen Zahl von Möglichkeiten für den QWERTZU auch niemand verwunderte. Keiner der genannten Kryptoanalytiker stand auch nur im Entferntesten im Verdacht, ein „phantasieloser Dummkopf“ (englisch: „unimaginative dullard“) zu sein. Im Gegenteil, sie alle wurden in B.P. als äußerst intelligente und kreative Köpfe hoch geschätzt. Dennoch fand keiner von ihnen den richtigen QWERTZU.
Diese wichtige Information erlangte Dilly Knox erst durch Marian Rejewski, nachdem er ihm als erstes die Frage (laut Mavis Batey auf Französisch) gestellt hatte: „Quel est le QWERTZU?“ (deutsch: „Was ist der QWERTZU?“; also sinngemäß: „Wie lautet die Verdrahtungsreihenfolge der Eintrittswalze?“). Dies hatte ihn schon so lange gequält. Rejewskis Antwort war genial einfach: „ABCDEFG...“
Diese simple Antwort muss Knox nahezu wie ein Schlag getroffen haben. Es wird erzählt, dass er zunächst wütend und wohl ärgerlich über sich selbst reagiert haben soll. Seine Stimmung schlug allerdings später ins Gegenteil um, in Euphorie. Der englische Codebreaker Peter Twinn, der ebenfalls in B.P. arbeitete, berichtet, dass Dilly, nachdem er vom Treffen gemeinsam mit Bertrand ins Hotel nach Warschau zurückfuhr, begeistert auf Französisch gesungen hat: „Nous avons le QWERTZU, nous marchons ensemble“ (deutsch: „Wir haben den QWERTZU, wir werden vereint marschieren“).
Rückblickend erscheint die Lösung natürlich lächerlich einfach, aber aus Sicht der britischen Spezialisten war es auch die dümmste aller Möglichkeiten, für die sich die Deutschen entschieden hatten. Bei einer astronomisch großen Anzahl von mehr als 400 Quadrillionen Möglichkeiten hatten die deutschen Kryptographen tatsächlich einfach nur die gewöhnliche alphabetische Reihenfolge als QWERTZU ausgewählt. Dies war aus Sicht der Briten so abstrus und so dumm und damit auch so wenig naheliegend, dass sie diesen Fall niemals ernsthaft in Betracht gezogen hatten. Marian Rejewski hingegen hatte diese Reihenfolge bereits im Jahr 1932 intuitiv richtig erraten, und damit die Grundlage geschaffen für die geschichtlich so bedeutsamen alliierten Enigma-Entzifferungen (Deckname: „Ultra“) während des Zweiten Weltkriegs.

## Folgen

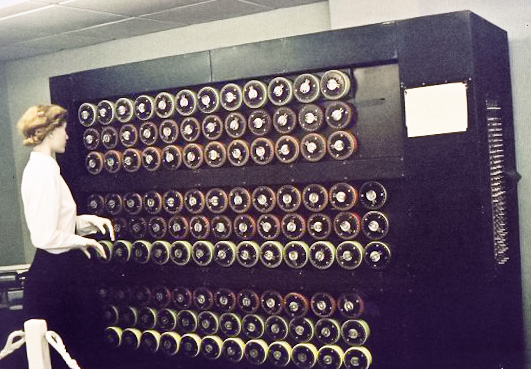
Das Konzept der britischen Turing-Bombe (hier ein Nachbau in Bletchley Park, bedient von einer „Wren“) geht wesentlich über das der Bomba hinaus

Für die britischen Codebreakers waren die vielfältigen Hilfestellungen und der Anschub, den sie durch ihre polnischen Verbündeten erfuhren, ohne Zweifel äußerst wertvoll, möglicherweise sogar entscheidend, um überhaupt erst „aus den Startlöchern zu kommen“. Insbesondere die Kenntnis über die Verdrahtungen der Enigma-Walzen und die Funktionsweise und den Aufbau der Bomba war für die Briten extrem wichtig und hilfreich. Der englische Mathematiker und Kryptoanalytiker Gordon Welchman, der einer der führenden Köpfe der britischen Codeknacker in Bletchley Park war, würdigte die polnischen Beiträge und Hilfestellungen ausdrücklich, indem er schrieb: „...had they not done so, British breaking of the Enigma might well have failed to get off the ground.“ (deutsch: „...hätten sie [die Polen] nicht so gehandelt, wäre der britische Bruch der Enigma möglicherweise überhaupt nicht aus den Startlöchern herausgekommen.“)
Kurz nach dem Treffen von Pyry, ebenfalls noch im Jahr 1939, und zweifellos beflügelt durch die äußerst wertvollen polnischen Informationen, ersann der englische Mathematiker und Kryptoanalytiker Alan Turing die nach ihm benannte Turing-Bombe. Diese wurde kurz darauf durch seinen Landsmann und Kollegen Welchman durch Erfindung des diagonal board (deutsch: „Diagonalbrett“) noch entscheidend verbessert. Sowohl das polnische Wort „bomba“ als auch das von den Briten benutzte französische Wort „bombe“ bedeuten im Englischen dasselbe, nämlich „bomb“ (deutsch: „Bombe“). Falsch wäre es jedoch, aus der Namensähnlichkeit der beiden kryptanalytischen Maschinen und dem engen technischen und chronologischen Zusammenhang zu folgern, die Turing-Bombe sei nicht viel mehr als ein leicht modifizierter britischer Nachbau der polnischen Bomba gewesen. Im Gegenteil, das kryptanalytische Konzept der britischen Bombe weicht entscheidend von dem der Bomba ab und geht wesentlich darüber hinaus. Außer dem Namen und demselben Angriffsziel sowie der technischen Gemeinsamkeit, mehrere Enigma-Walzensätze innerhalb der Maschine zu verwenden und diese alle 17.576 möglichen Walzenstellungen durchlaufen zu lassen, gibt es kaum Ähnlichkeiten zwischen der polnischen und der britischen Maschine.
Entscheidende Nachteile der Bomba, die Turing bei seiner Entwicklung bewusst vermieden hat, waren ihre Abhängigkeit vom deutschen Verfahrensfehler der Spruchschlüsselverdopplung sowie von möglichst vielen ungesteckerten Buchstaben. Nachdem die Deutschen diese Fehler beseitigt hatten, war die Bomba nutzlos. Die britische Bombe hingegen war nicht auf die Spruchschlüsselverdopplung angewiesen und konnte daher bis zum Ende des Krieges, auch nach dem von Turing vorhergesehenen Fallenlassen der Spruchschlüsselverdopplung, uneingeschränkt weiter verwendet werden. Darüber hinaus war ein entscheidender Vorteil des britischen Konzeptes und weiterer wichtiger Unterschied zum polnischen Ansatz, die Fähigkeit der Bombe, durch ringförmige Verkettung von mehreren (meist zwölf) Enigma-Walzensätzen und mithilfe von Cribs (im Text vermuteten wahrscheinlichen Wörtern) die Wirkung des Steckerbretts komplett abstreifen zu können. Im Gegensatz zur Bomba, die mit zunehmender Anzahl der Stecker immer mehr an Wirksamkeit einbüßte, hätte die britische Bombe auch dann noch Schlüssel ermitteln können, selbst wenn die Deutschen – was sie fehlerhafterweise nie machten – alle 26 Buchstaben (mithilfe von 13 Doppelsteckerschnüren) gesteckert hätten und kein einziger Buchstabe ungesteckert übriggeblieben wäre.
Ohne das Treffen von Pyry und die Bereitwilligkeit der Polen, ihr gesamtes Wissen an ihre Alliierten weiterzugeben, wäre es den Briten möglicherweise nicht gelungen, die kriegswichtige Entzifferung der deutschen Enigma-Maschine zu erzielen. Über die möglichen Konsequenzen solch einer „unbrechbaren“ oder zumindest ungebrochen gebliebenen Enigma auf den Kriegsverlauf oder gar die Weltgeschichte lässt sich nur spekulieren, denn die Geschichte verrät uns ihre Alternativen nicht (siehe auch: Geschichtliche Konsequenzen im Enigma-Artikel).